# Nivågruppering
Nivågruppering innebär att en grupp elever grupperas efter sin kompetens eller inlärningsförmåga. Utgångspunkten är att olika elever har olika prestationsförmågor. Dessa olikheter framkommer dels som skillnader mellan individer (inter-individuella skillnader), dels som skillnader inom individer (intra-individuella skillnader). 
Å ena sidan medför dessa skillnader att olika elever når målet olika snabbt (snabbhetsdifferentiering). Å andra sidan medför skillnaderna att vissa elever inte klarar av de svårare uppgifterna (svårighetsdifferentiering).
Nivågruppering kan genomföras på en rad olika sätt:
1. Olika skolor. Högbegåvade elever kan samlas till en specialskola för högbegåvade. Personer med utvecklingsstörning elever sammanförs i särskola, personer med synnedsättning ges utbildning i Blindinstitutet. För högpresterande idrottare finns Tennisgymnasiet, Skidskytteskolan m.m.
2. Olika linjer inom en skola.
3. Olika grupperingar inom en klass.